# Прикуриватель
Прику́риватель — устройство, используемое для прикуривания сигарет во время езды в автомобиле, а гнездо прикуривателя также используется для подключения различных электроприборов к бортовой автомобильной сети: в первую очередь, сам прикуриватель, автомобильный компрессор, зарядное устройство мобильного телефона, вентилятор, переносной автомобильный холодильник, автомобильный электрочайник, тепловентилятор, кофеварка, телевизор, FM-трансмиттер, видеорегистратор, радар-детектор, навигатор или пылесос. Также к гнезду прикуривателя может быть подключен инвертор, преобразующий постоянный ток бортовой сети 12 В в переменный ток частотой 50 Гц и напряжением 220 В, используемый обычно для подключения зарядного устройства ноутбука и редко рассчитанный на подключение нагрузки больше 100 Вт. Также, в продаже имеются небольшие аккумуляторные фонарики, которые заряжаются, находясь в гнезде прикуривателя, и всегда готовые к использованию в случае необходимости.

## Описание
Прикуриватель обычно представляет собой металлическую спираль в пластиковом корпусе (вставку), вставляемую в специальное гнездо в салоне автомобиля. При включении (нажатии на вставку) прикуриватель подключается к бортовой электросети автомобиля и удерживается в этом положении с помощью специальных биметаллических пластин, вследствие чего возникает эффект нагревания проводника (спирали накаливания) при протекании через него электрического тока (тепловое действие тока). После достижения определённой температуры (как правило, после нагревания спирали докрасна) биметаллические пластины расходятся и вставка прикуривателя автоматически (под действием находящейся в ней пружины) возвращается в исходное отключённое состояние, подавая этим сигнал о готовности к работе. Прикуривание осуществляется путём прикосновения кончика сигареты к раскалённой спирали.
Как правило, в прикуривателе существует предохранительное устройство от перегрева и возгорания в случае заклинивания вставки в гнезде прикуривателя (что может случиться, например, при деформации удерживающих биметаллических пластин, вследствие попытки подключения в гнездо стороннего оборудования, хотя обычно происходит обратный эффект — вставка перестаёт фиксироваться в гнезде). Простейшее такое устройство представляет собой легкоплавкую металлическую шайбу. Расплавляясь под действием повышенной температуры, она перемыкает накоротко питание прикуривателя, в результате чего перегорает предохранитель в блоке предохранителей, а прикуриватель обесточивается. Однако подобная неисправность иногда инициировала попытку замены предохранителя на более мощный, или установку перемычки — «жучка», что, в свою очередь, приводило к оплавлению проводки прикуривателя. Чтобы это исключить, в некоторых прикуривателях был конструктивно заложен предохранитель в самом гнезде. В случае расплавления шайбы или перегорания предохранителя в гнезде прикуриватель подлежал замене. В последнее время стал широко применяться тепловой многоразовый биметаллический предохранитель в гнезде прикуривателя, который при перегреве перемыкает контакты питания и приводит к перегоранию предохранителя в блоке предохранителей, но после остывания вновь эти контакты размыкает. Стоит заметить, что такой перегрев может возникнуть также при плохом контакте в гнезде с вилкой от стороннего оборудования, если это оборудование подключено продолжительное время и (или) потребляет повышенную мощность.

## Гнездо
Номинальное напряжение питания прикуривателя в современных автомобилях — 12 вольт. Конструкция гнезда в большинстве случаев, не приспосблена для коммутации тока более 10 ампер, и поэтому гнездо защищено отдельным предохранителем на этот ток. Это соответствует максимальной мощности не более 120 Ватт, что очень сильно ограничивает функциональность таких «автомобильных» устройств, как пылесос и электрокипятильник (которые, питаясь от осветительной сети переменного тока, для нормальной работы требуют мощность в 5-10 раз больше). Замена предохранителя на больший номинал недопустима, может вызвать уже перегрев и пожар проводки, не рассчитанной на больший ток. «Плюс» подается на центральный контакт гнезда прикуривателя и прижимные биметаллические лапки штекера, а минус передаётся на внешнюю сторону спирали вставки прикуривателя (с биметаллических пластин), или на «жало» штекера подключаемых устройств (с центрального контакта). «Земля» («минус») — с цоколя гнезда на цоколь вставки, или боковые контакты нештатного штекера. Советские гнёзда прикуривателей имели большую глубину, нежели иностранные, поэтому современные (короткие) штекеры не доходили до центрального контакта и подключаемое устройство не работало.

## История
В 1920-е годы на машинах начал появляться электроприкуриватель. Головка прикуривателя соединялась с катушкой провода, цепь замыкалась при вытаскивании головки из гнезда.
Примерно в то же время был запатентован беспроводной прикуриватель современной конструкции. Впрочем, устройство начало появляться на машинах только в 1950-е годы.
Сейчас разъём прикуривателя широко применяется для подключения к электросети автомобиля различных других устройств (миниатюрных электрочайников, переносных осветительных ламп, зарядных устройств для мобильного телефона или ноутбука, автомобильного пылесоса, компрессора для подкачки шин, переносного холодильника, FM-трансмиттера, и т. д.)
В настоящее время для подключения дополнительных устройств на многих автомобилях существует специальное гнездо (или даже несколько гнёзд в разных местах автомобиля, например, возле сиденья водителя, и в багажнике).

## Недостатки
Прикуриватель нельзя назвать достаточно надёжным электрическим соединением. Сама конструкция его не предусматривала длительной и надёжной коммутации больших токов. Надежность фиксации вилки потребителя в гнезде прикуривателя может быть обеспечена увеличенным числом прижимных лапок, но пока что не существует единообразного стандарта на такое соединение. На практике же в нештатных вилках обычно присутствуют:
а) подпружиненный центральный контакт («плюс»), который может являться выходящим наружу чуть удлиненным плавким предохранителем, в том случае, если вилка содержит в себе, например, электронный стабилизатор напряжения для питания приборов, чувствительных к качеству параметров энергии. Замена такого предохранителя может осуществляться с помощью отвинчивания пластикового кольца, прижимающего его, и соединяет половинки корпуса вилки.
б) две прижимные лапки массы («земля» или «минус»), одна из которых может, вообще, не иметь никакого электрического контакта внутри вилки, в том числе и со второй, рабочей, лапкой. То есть, по простому говоря, одна из лапок может быть не задействована, и в этом случае ток через себя не проводит.
Конкретным примером устройства со свойствами, описанными в обоих пунктах выше, может служить автомобильный адаптер, идущий в комплекте с Универсальным портативным аккумулятором IconBIT (Funktech) FTB 16000S для зарядки последнего от прикуривателя.
В гнезде же площадка центрального контакта может быть расположена глубоко, а может и близко. Пазы для прижимных лапок (даже при их наличии) могут быть расположены не там, где они располагаются на вилке. Сечение самих контактов недостаточно для коммутации больших токов. Из-за различных вибраций и толчков во время езды теряется надёжный контакт вилки и гнезда прикуривателя, соединение искрит, не исключена вероятность короткого замыкания. Кроме того, в современном автомобиле применяются одновременно большое число подключаемых устройств: навигаторы, видеорегистраторы, зарядные устройства для малогабаритных аккумуляторов, телевизоры, рации. С этой целью применяются различные тройники и разветвители, которые сами по себе не могут добавить надёжности.
Невозможность же резкого перехода на соединение с большей надёжностью объясняется тем, что прикуриватель в том виде, в каком он есть сейчас, является стандартом де-факто в автомобилях и безотказная его работа может гарантироваться лишь при пользовании им по прямому назначению — для разогрева спирали вставки.